# مقاطعة أوكفوسكي (أوكلاهوما)
مقاطعة أوكفوسكي (بالإنجليزية: Okfuskee County)‏ هي إحدى مقاطعات ولاية أوكلاهوما في الولايات المتحدة الأمريكية.